# توم ريكر
توم ريكر (بالإنجليزية: Tom Riker)‏ مواليد 28 فبراير 1950 في روكفيل سنتر، هو لاعب كرة سلة أمريكي سابق. بدأ مسيرته الاحترافية في سنة 1972. تم اختياره من قبل فريق نيويورك نيكس خلال الدرافت. حمل الرقم 6. يبلغ طوله 6 قدم 10 بوصة (2.1 م). اعتزل اللعب في 1975.

## روابط خارجية
- توم ريكر على موقع إن بي أي (الإنجليزية)
- توم ريكر على موقع سبورتس رفرنس (الإنجليزية)
- توم ريكر على موقع كلية كرة السلة في سبورتس رفرنس.كوم (الإنجليزية)
- توم ريكر على موقع ريلجم (الإنجليزية)
- توم ريكر على موقع بروبوليرز (الإنجليزية)